# لاتکوو
لاتکوو (به لاتین: Latków) یک روستا در لهستان است که در گمینا ماگنوشو واقع شده‌است. لاتکوو ۷۰ نفر جمعیت دارد.